# Marmeleiro-branco
O Marmeleiro-branco (Croton blanchetianus) é uma espécie de Magnoliopsida descrita por Henri Ernest Baillon. Essa espécie pertence ao gênero Croton e é conhecido como Euphorbiaceae. Não há nenhuma subespécie descrita.

## Aplicações Medicinais
Tanto o Croton heliotropiifolius quanto o Croton blanchetianus conhecidas popularmente como "velame’" e "marmeleiro-branco" são plantas medicinais nativas do nordeste do Brasil e são usadas largamente na medicina popular na forma de chás, infusões, cataplasmas e laxativos. No caso do C. blanchetianus, raspas de seu caule são usadas na cachaça casca-de-pau.